# Álex Kouri
Alexander Martin Kouri Bumachar, ou simplesmente Álex Kouri (Lima, 7 de abril de 1964) é um advogado e político peruano. Nascido em Lima, filho de Luis Alberto Kouri Hanna e Jennifer Bumachar Farah, Kouri cursou Direito na Universidade de Lima. Fez carreira na política da província de Callao, primeiramente pelo Partido Popular Cristão, e depois pelo Movimento Independente Chim Pum Callao. Kouri já ocupou os cargos de Diretor Municipal de Callao (1990) e Presidente da Beneficência Pública de Callao (1990-1992), chegando a ser Congressista da República em 1993. Então, ele fundou seu próprio agrupamento político, o Movimento Chim Pum Callao, alcançando a alcaidia provincial en tres períodos consecutivos (1996-2006), e a seguir a presidencia do governo regional de Callao.
Em fevereiro de 2010, Kouri anunciou sua candidatura à Alcadia Provincial de Lima.
Kouri é apoiado pelo fujimorismo, e teve seu nome envolvido em escândalos de corrupção centrados na figura de Vlademiro Montesinos.